# تاريخ السم
يمتد تاريخ السم  إلى ما هو أبعد من 4500 سنة قبل الميلاد. استخدم البشر السموم عبر تاريخهم لأهداف شتى، ولكن من حيث الإجمال، استعمله البشر كسلاح، أو مضاد للسموم، أو علاج طبي. كان للسم دور في تقدم الكثير من الفروع العلمية منها علم السموم والتقنية.
تمَّ اكتشاف السم في العهود الغابرة من الزمن، وقد استخدمته القبائل والحضارات القديمة كأداة للصيد لتسريع إماتة الفريسة - أو العدو - والتأكد من ذلك. وهكذا بدأ هذا الاستعمال بالتطور فصنع البشر القدماء أسلحة مصممة خصيصاً لزيادة فاعلية السم. وفي فترة متأخرة من التاريخ وفي عهد الإمبراطورية الرومانية خصوصاً - استُعمل السم بشكل واسع لتنفيذ عمليات الاغتيال. وردت الإشارة إلى حادثة تسميم - على وجبة عشاء أو في مشروب - في حدود عام 331 قبل الميلاد، ثم أصبح هذا الفعل شائعاً. وقد سُجلت ظاهرة التسميم بالمواد المميتة في كل الطبقات الاجتماعية حتى طبقة النبلاء، فقد كانوا يستخدمون هذه الطريقة للتخلص من غير المرغوب بهم من معارضيهم السياسيين أو الاقتصاديين.
في القرون الوسطى كان السم هو الطريقة الشائعة للقتل، ومع ذلك ظهرت الكثير من طرق العلاج لأشهر السموم في تلك الفترة. وهذا ساهم في توفر السموم وإتاحتها لكل أحد، فدكاكين العطارين كانت تبيع مختلف الأعشاب الطبية، وهذه الدكاكين كانت مفتوحة للجميع، وهكذا فاستخدم السم لأغراض القتل والشر بعد أن كان المفروض استعماله للعلاج والشفاء من بعض الأمراض.وفي نفس الفترة تقريباً طور العرب في الشرق الأوسط سم الزرنيخ الذي هو سم شفاف وعديم الرائحة، الأمر الذي صعّب اكتشاف السم كثيراً. ولا يزال هذا «السم الوبائي» منتشراً في بعض الأجزاء من قارة آسيا إلى يومنا هذا.
وعلى مرّ القرون تزايدت عمليات التسميم الضارة وتنوعت أشكالها، وفي ذات الوقت وبشكلٍ متوازٍ تقدمت أيضاً طرق علاج هذه السموم. وقد قلّت ظاهرة القتل بالسمّ في عالمنا الحديث بالقياس إلى القرون الوسطى. وبدلاً من ذلك تنامى القلق من التسمم العرضي الناشئ من استعمال المواد الصناعية وتناول بعض المنتجات اليومية.
وفي عصرنا الحالي زادت استخدامات السموم لأهداف بنّاءة، حيث يوظف السم الآن في صناعة المبيدات الحشرية والمطهرات ومحاليل التنظيف والمواد الحافظة. إلا أنه مع ذلك لا يزال يُستخدم كوسيلة للاصطياد في بعض الأطراف من البلدان النائية، بما في ذلك أفريقيا وأمريكا الجنوبية، وآسيا.

## أصل السم

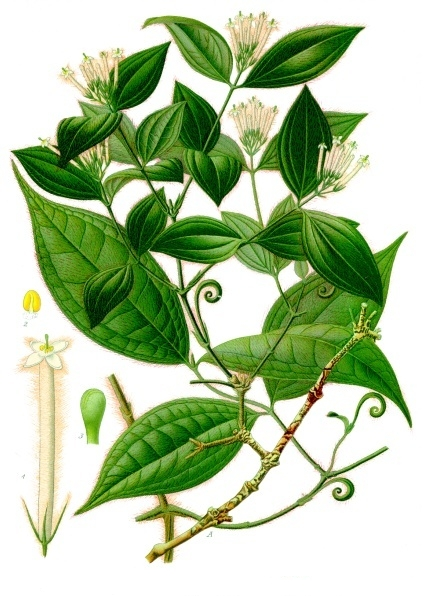
نبتة "ستريكونوس توكسيفيرا" التي كان يستعمل رحيقها في تسميم الأسهم والخناجر للقتل الفوري.

بالرغم من استخدام البشر قديماً للأسلحة التقليدية كالفؤوس والهراوات ومن ثم السيوف فقد أثبتت الاكتشافات الأثرية سعيهم لايجاد وسائل مميتة وأكثر دهاءً مثل السم. ويُؤكد وجود الثغور في الأسلحة وأدوات الصيد التي تحتوي على سم (مثل التوبوكورارين) أن الإنسان الأول اكتشف اختلاف فاعليّة السموم واستخدمها في سلاحه.
يتكهن البعض أن الاحتفاظ بالمواد الغريبة والسامة واستخدامها سراً يعتبر امتيازاً محصوراً لأفراد القبيلة الأعلى مرتبة ورمزاً للقوة ومن هنا استوحيت الفكرة النمطية للمعالج الشعبي أو الطبيب المشعوذ.
و بمجرد ادراك خطورة السموم وأضرار استخدامها وجب ايجاد علاج لها. قبل ما يقارب 63-114 قبل الميلاد عاش ميثراداتس السادس ملك بونتوس (أحد اقدم الولايات الهيلينية شمال الاناضول) في خوف مستمر من اغتياله بالسم، وقد عمل باجتهاد للبحث عن علاج للسم وكان من الرواد في هذا المجال. ونظراً لمنصبه في السلطة فقد كان يُجري تجاربه على المجرمين المحكوم عليهم بالإعدام بهدف استخلاص مصل مضاد للسم. وقد أُصيب بجنون الاضهاد أو ما يعرف بالبارانويا لدرجة أخذه لجرعات يومية من السم رغبة منه في اكتساب المناعة كما ادعى. وأخيراً اكتشف تركيبة تجمع بين جرعات صغيرة من أفضل الاعشاب الطبية المعروفة وأسماها ميثريداتيوم تيمناً بإسمه. وقد بقي هذا العلاج سراً إلى أن تعرضت مملكته لهجوم من قبل بومبيوس الكبير حيث أخذ سر الدواء إلى روما. وبعد هزيمة ميثراداتس أُخذ سر التركيبة وما تم تدوينه عن الأعشاب الطبية إلى روما وتمت ترجمته إلى اللغة اللاتينية.
وقد وصف بلينيوس الأكبر ما يزيد عن 7000 وصفة، إحداها تحتوي على دماء البط المتواجد في منطقة معينة بمملكة بونتوس يعتاش على السموم ولا يتأثر بها، وقد استخدم دم البط في تحضير المصل المضاد ميثريداتيوم بسبب عدم تضرر البط من أكل النباتات السامة.

### الهند
وقد استخدم الهنود القدامى الأسلحة المُسمَّمة في حروبهم، وتشير المصادر إلى وجود السم كعنصر في خطط الحرب في الهند القديمة. وقد عُثر على هذا النص الشعري المكتوب بالسنسكريتية وترجمته: «أن مياه الينابيع اختلطت بالسموم ولذا تلوّثت.» كان تشانكيا (350 - 283 ق.م) - والمعروف أيضاً بكاوتلّيا - مستشاراً ورئيساً للوزراء في عهد أول أمبراطور أماوري جانتراكوبتا (340 - 293 ق.م). اقترح كاوتلّيا على الإمبراطور استخدام الإغواء والأسلحة السريّة والتسميم للوصول إلى الأهداف السياسية. كما قام كذلك بإجراءات احتياطية مشددة ضد اغتياله، عن طريق إيجاد متذوقي الطعام وإحكام الفحص لكشف السم في الطعام.
شخّص الجراح الهندي سوشروتا مراحل التسمم البطئ والتدابير اللازمة لعلاجه. كما شخّص الأدوية مستخدماً بذلك المواد التقليدية للحدّ من آثار التسمم.

### مصر

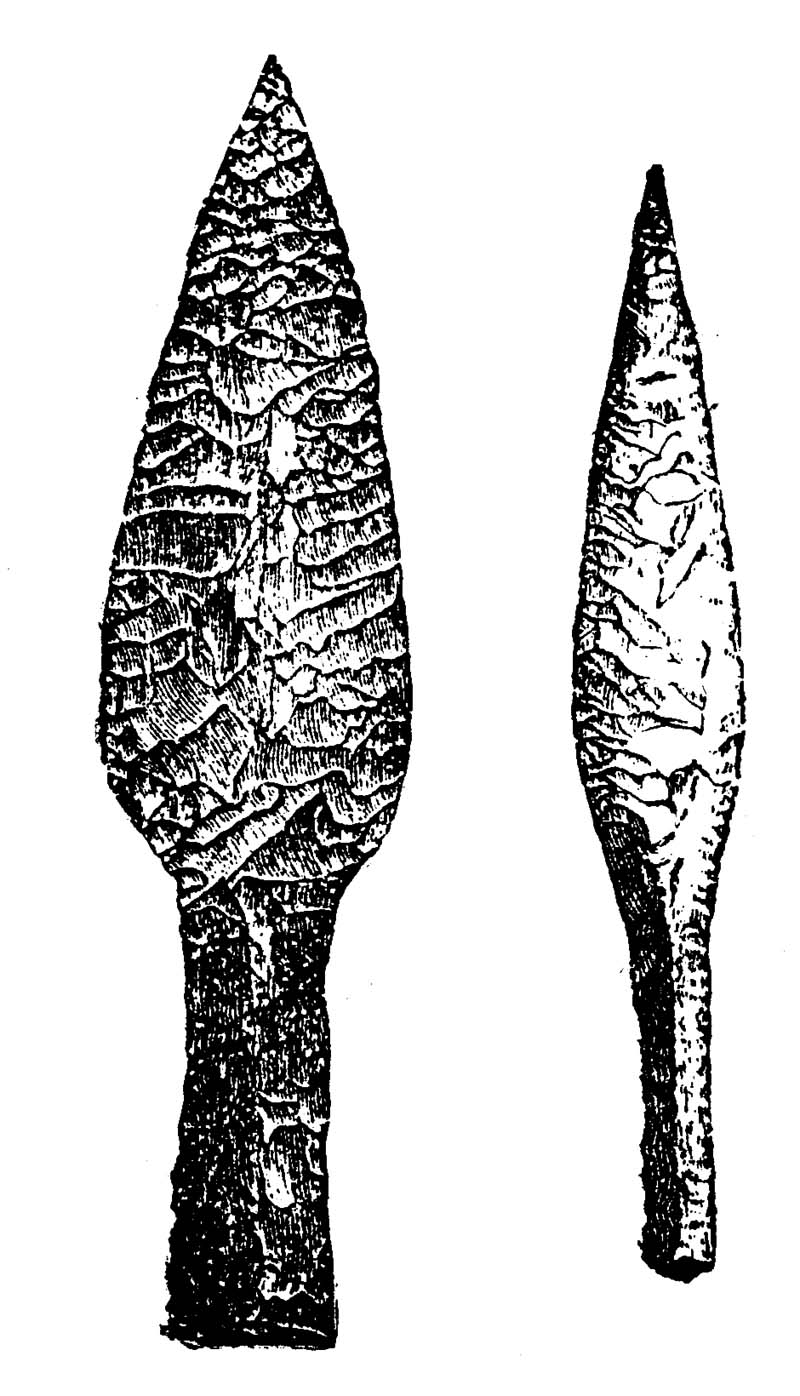
أمثلة عن رؤوس الأسهم والرماح المصنوعة من الصوان المستعملة في الصيد من العصور القديمة.

بغير ما هو متعارف عليه في الحضارات القديمة ارخ أول تسجيل لاستخدام السموم في مصر إلى 300 سنه قبل الميلاد، ومن المعروف ان المصريون القدماء أو الفراعنة قد درسوا خصائص السمية في النباتات والسموم بحسب الكتابات القديمة.
بعد هذا، تم اكتشاف دلائل عن وجود علم السموم عن طريق تحري كتابات تعزى إلى باحث كيميائي قديم يدعى أغاثوديامون (بالإنجليزية: Agathodiamon)‏ أنتجت "" حوالي 100 سنه قبل الميلاد التي تتحدث عن معادن غير محددة ة الهوية والتي عندما تخلط مع الناترون (بالإنجليزية: natron)‏ ينتج منها «السم الناري». وصف هذا السم بأنه «يختفي في الماء» يعطي محلول نقي.
أخيراً، يقال بأن كليوباترا سممت نفسها بـ بسم ثعبان بعد سماعها خبر وفاة مارك آنتوني. قبيل وفاتها، قالت بأنها أرسلت العديد من خادماتها كفئران تجارب لاختبار أنواع مختلفه من السموم، بما في ذلك البلادونة "نبتة ست الحسن"، "نبتة البنج الأسود"، وبذور شجرة الأستريشينين" 

### روما

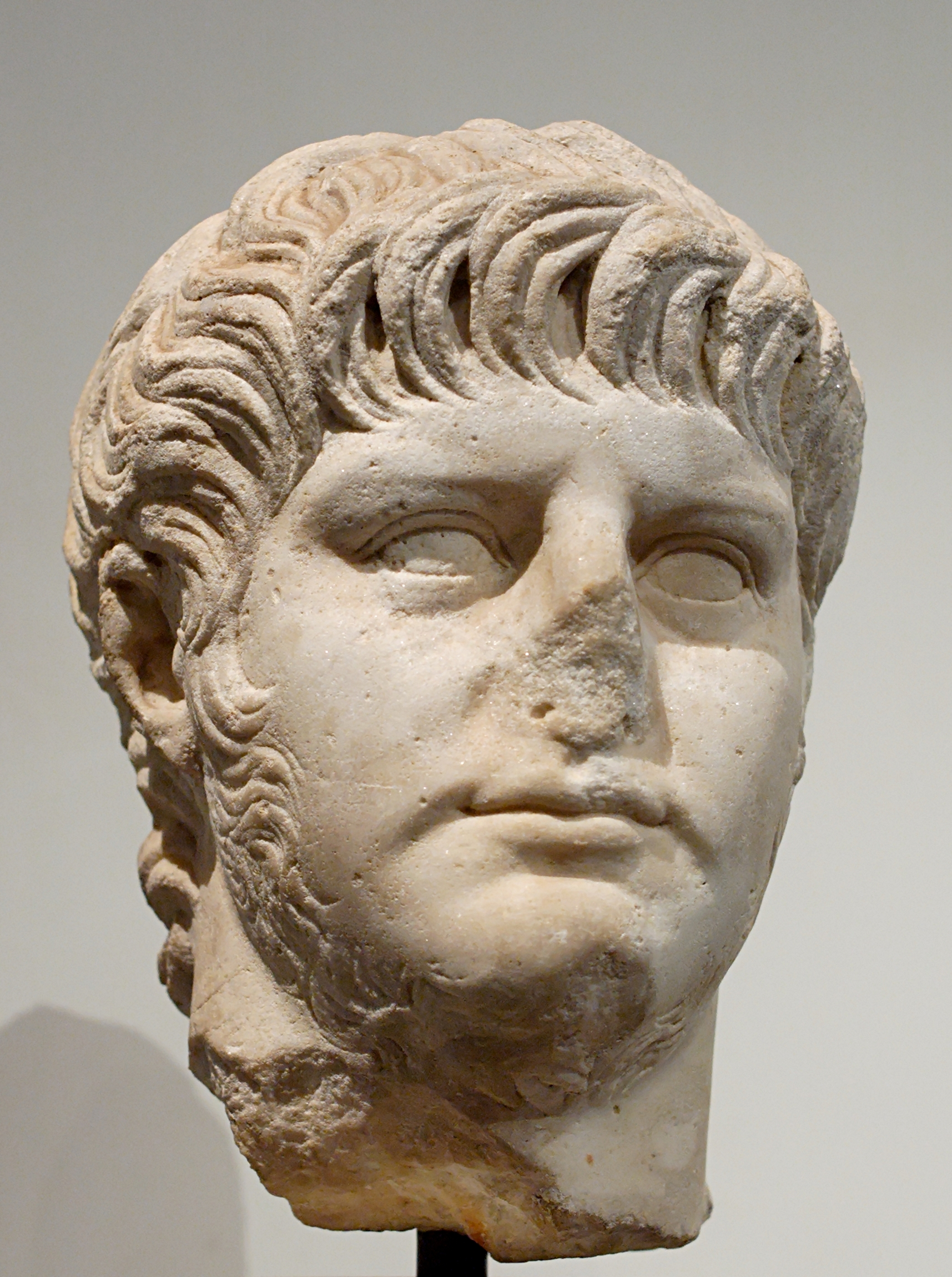
تمثال لرأس نيرون، الإمبراطور الروماني الذي استعمل السم للتخلص من مخاصميه.

في العصر الروماني، كانت التسممات الذي تحدث على طاولة العشاء، في الاطعمه الدارجة والشراب الدارج غير مستنكرة أو غريبة، بل ظهرت منذ وقت طويل تقريبا منذ 331 سنه قبل الميلاد هذه السموم كانت تستخدم لمصالح شخصية في جميع الطبقات الاجتماعية، وصف المؤرخ تيتوس ليفيوس في كتاباته تسميم الطبقة العليا والنبلاء من الروم، كما ان امبراطور الرومان نيرو (Nero) كان من المعروف عنه تفضيلة أستخدام السموم على أقاربة، كما أنه وظّف مُسَمِمْ شخصي عندهُ، كان يُقال أن سِمه المفضل هو السيانيد.
نيرون كان من أسلاف كلوديوس، الذي يقال أنه تَم تسمِمُه شرعيا بالفطر السام أو بأعشاب سمية بديلة. ومع ذلك فإن المقولات عن الطريقة التي مات فيها كلاديوس تختلف أختلافاً كبيراً جداً.كان هلوتس يعمل كمتذوق لديه، بينما كان زينِوفون (Xenophon) طبيبه، كان يعمل لكوستا كخبير التسمم لديه، وكان ذو سمعة سيئة، ودائماً المُتهمً والمسؤل عن المادة القاتلة. لكن أخر زوجاته أجربينا، تعتبر المشتبه به الأول في ترتيب جريمة قتله، وربما هي من كانت المسؤولة عن تسميمه بنفسها. بعض التقارير تخبر أنه توفي بعد مدة طويلة من المعاناة، وذلك أثناء تناوله وجبة طعام المساء، وفي حين أن البعض يقول أنه كان يسمم مرة أخرى عند تعافيه، بالنهاية، قتل عن طريق غرس ريشه مغموسة بالسُم في رقبتِه أثناء تقيؤه بحجة مساعدته، أو عن طريق عصيدة مسمومه أو بحقنه شرجية وتعتبر أجريبينا، القاتلة لأنها كانت طموحة وبشدة لإبنها نيرون، ولأن كلايدوس أصبح يشكك في مؤامراتها حوله.

## إمبراطوريات آسيا المتقدمة
على الرغم من الآثار السلبية للسم والتي كانت واضحة جدا في تلك الفترة تم العثور على العلاج في السم، على الرغم من كونها مكروهة من قبل أغلب عامة الشعب. كما يمكن الاطلاع على أعمال الفيزيائي الفارسي إيراني المولد، والفيلسوف العالم الرازي، مؤلف كتاب سر الأسرار الذي يحتوي على قائمة طويلة من المركبات الكيميائية والمعادن والمعدات، وكان أول رجل قطّر الكحول واستعمله كمطهر، كما كان الشخص الذي اقترح استعمال الزئبق كمليّن، كما اكتشف اكتشافاتٍ تتعلق بالزئبق أطلق عليها كلوريد الزئبق (بالإنجليزية: corrosive sublimate)‏، ويستخرج مرهم من ذلك المركب يستخدم لعلاج ما وصفه الرازي بالحكّة، والذي يعرف الآن بالجرب وقد أثبت ذلك العلاج فعاليته بسبب طبيعة الزئبق السامة وقدرته على اختراق طبقات الجلد، وبذلك يمكن التخلص من المرض والحكة.
في الهند، خلال القرنين الرابع والخامس عشر المضطربين في ولاية راجاستان رأى غزوات في مناطق راجبوت الاستراتيجة حيث تمارس النساء طقوس الجوهر، ويعني لغوياً سلب الحياة، وذلك عندما يواجه أبنائهن أو أخوتهن أو أزواجهن الموت في المعارك. كان الجوهر يمارس بين طبقة كاشتيريا المحاربين لتجنب مصير العبودية والاغتصاب والذبح على أيدي القوات الغازية.

### النازية والانتحار بالسم
انتحر القائد النازي هيرمان غورينغ باستخدام السيانيد قبل ليلة من تنفيذ حكم الإعدام الصادر بحقه خلال محاكمات نورنبيرغ كما تناول أدولف هتلر قرص من السيانيد لكنه عض على الكبسولة ومن ثم أطلق النارعلى نفسه من ناحية الصدغ الأيمن منتحرا هو وزوجته ايفا براون قبل سقوط برلين بقليل.

## الوقت الحاضر
في اواخر القرن العشرين أُستُخدمت اعداداً متزايدة من منتجات الحياة اليومية التي تبُت أنها عبارة عن مواد سامة. يكمن خطر الإصابة بالتسمم بشكل أكبر في الوقت الحاضر في عامل التعرض لحادث عرضي، حيث يتم تناول السم بشكل غير مقصود أو عن طريق الخطأ، وأكثر من يتعرض لهذه الحوادث هم الأطفال، كما ان التسمم هو السبب الرابع الأكثر شيوعا للوفاة بين الشباب وصغار السن. الأطفال دون الخامسة هم الاكثرعرضة لابتلاع السموم بشكل عرضي.
| السم/العقار                                                                                   | الترياق | الترياق |
| --------------------------------------------------------------------------------------------- | --- | ------- |
| االباراسيتامول (الاسيتامينوفين) (بالإنجليزية: paracetamol (acetaminophen)‏                     | اسيتيل سيستين (بالإنجليزية: N-acetylcysteine)‏ <                                                                     |         |
| مضادات (تخثر) فيتامين ك، مثل: الوارفرين (بالإنجليزية: vitamin K anticoagulants،مثال warfarin)‏ | فيتامين ك، بروتامين (بالإنجليزية: vitamin K، Protamine)‏                                                             |         |
| العقارات المخدرة/الأفيونية (بالإنجليزية: narcotics/opioids)‏                                   | نالوكسان (بالإنجليزية: naloxone)‏                                                                                    |         |
| الحديد (وبعض المعادن الثقيلة)                                                                 | دفروكسامين (بالإنجليزية: deferoxamine)‏                                                                              |         |
| بنزوديازبين (بالإنجليزية: benzodiazepines)‏                                                    | فلومازنيل (بالإنجليزية: flumazenil)‏                                                                                 |         |
| ايثيلين جلايكول (بالإنجليزية: ethylene glycol)‏                                                | ايثانول أو فومبيزول (بالإنجليزية: ethanol or fomepizole)‏                                                            |         |
| ميثانول (بالإنجليزية: methanol)‏                                                               | ايثانول أو فومبيزول (بالإنجليزية: ethanol أو fomepizole)‏                                                            |         |
| سيانيد (بالإنجليزية: cyanide)‏                                                                 | نتربت الاميل، نتريت الصوديوم، ثيوكبريتات الصوديوم (بالإنجليزية: amyl nitrite، sodium nitrite، و sodium thiosulfate)‏ |         |
| باديوريوم (بالإنجليزية: padiorium)‏                                                            | لم يتم ايجاد مضاد بعد                                                                                               |         |

ومع ذلك، مقارنة بالنصف الأول من القرن العشرين وما قبل ذلك فقد تم تحسين المستشفيات والمرافق الصحية، حيث غدى الترياق_مضاد السم، أكثر توفرا. تم العثور على مضادات لأنواع كثيرة من السموم، ويتم عرض مضادات لبعض السموم الأكثر شيوعا والمعروف في الجدول أدناه:
ومع ذلك، لايزال السم يستعمل في جرائم القتل هذه الأيام، لكن استخدامها لم يعد شائعا كما كانت في الماضي، يؤخذ بعين الاعتبار وسع نطاق وتعدد الطرق في استخدام السموم في القتل. واحدا من أحدث الجرائم وفاة الروسي ألكساندر ليتفينينكو عام 2006 م جراء التسمم بالبولونيوم - 210 المشع.

### استخدامات أخرى

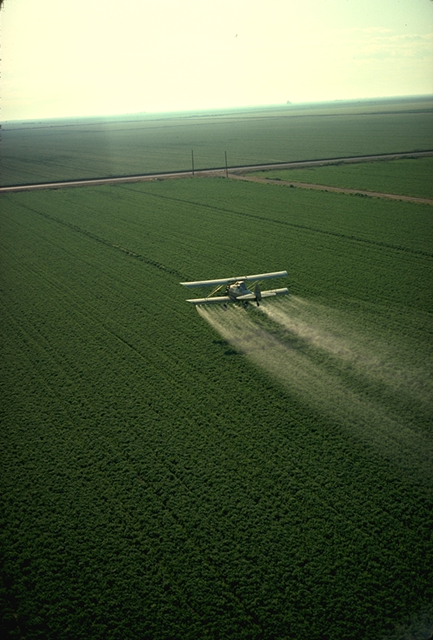
طائرة تنثر المبيدات

في اليوم الحاضر، تستخدم السموم لأغراض متنوعة، على سبيل المثال: تساعد بعض أنواع السموم في القضاء على الحشرات المضرة بالاعشاب، هذه المواد الكيميائية المعروفة بالمبيدات، وكانت معروفة  لاستخدامها بأاشكال أخرى منذ حوالي 2500 قبل الميلاد. ازداد استخدام المبيدات الحشرية بشكل مذهل منذ عام 1950م، وتستخدم في الوقت الحاضر ما يقرب من 2.5 مليون طن من المبيدات الصناعية في كل عام. كما تستخدم أيضا للحفاظ على المواد الغذائية ومواد البناء.

### في الثقافة
في اليوم الحاضر، مازال العديد من الدول النامية كبعض المناطق في أفريقيا وأمريكا الجنوبية وآسيا، يستخدمون السم كسلاح للصيد والهجوم.
ففي أفريقيا، مثلا، يتم تركيب السم بالأسهم عن طريق استخدام بعض المستخلصات الزهرية كتلك التي تستخرج من نبتة الثبير (بالإنجليزية: Acokanthera)‏. تحتوي هذه النبتة على عدة مواد فعالة وهي مادة أوبيان (بالإنجليزية: ouabian)‏ والتي هي عبارة عن جليكوسيد قلبي، بالإضافة إلى احتوائها على مادة الدفلى وحليب الحشيش. [26] كما أن الأسهم المسمومة مازالت تستخدم في مناطق الغابات في أسام وبورما وماليزيا. تستخرج مكونات هذه السموم بشكل أساسي من نباتات تنتمي إلى أجناس مثل شَجَرُ الستريكنين (بالإنجليزية: trychnos)‏ وستروفانثوس (بالإنجليزية:  Strophanthus)‏. فعلى سبيل المثال نبتة أوباس شجرة تتواجد في جنوب شرق آسيا (Antiaris toxicaria)  تستخدم في جزر جاوة في أندونيسيا والجزر المحيطة بها. يُطلى رأس السهم بالمستخلص المستخرج من من هذه النبتة ويسبب اصابة الضحية بالشلل والتشنجات أو السكتة القلبية نظرا لسرعة انتشاره. أما السموم الحيوانية فعلى سبيل المثال يتميز السم المستخرج من يرقات أو عذارى جنس الخنفساء التي تعيش في صحراء كالهاري الشمالية ببطء مفعوله والذي يمكن أن يكون مفيدا جدا في عملية الصيد. يتم غرس الخنفساء في رأس السهم فيتشرب بعصارتها، ثم يوضع عليه الصمغ المستخرج من النبات والذي يتمتع بخاصيته اللاصقة. وفي بعض الأحيان يستبدل الصمغ بمسحوق اليرقات الميتة.